# Driespoor
Driespoor was een Nederlands radioprogramma dat van maandag 4 april 1988 tot en met zaterdag 31 maart 1990 door de NOS van maandag tot en met zaterdag tussen 18:00 en 19:00 uur werd uitgezonden op Radio 3. Het programma werd gepresenteerd door de ook voor KRO Radio 3 actieve Jeanne Kooijmans.
Het programma was de opvolger van het door Frits Spits gepresenteerde programma De Avondspits. Frits Spits had zijn werkzaamheden verlegd naar de televisie. In zijn laatste uitzending op zaterdag 2 april 1988 stelde hij trots Jeanne voor aan de luisteraars. Hij had speciaal voor een vrouw als zijn opvolger gekozen omdat er maar weinig vrouwelijke dj's waren. In de zomermaand juli werd de zendtijd op de vrijdag overgenomen door Veronica voor haar Rockballads.
De naam van het programma verwees naar het te volgen "muziekspoor" op de zender Radio 3.
Het programma had enkele programmaonderdelen van De Avondspits overgenomen maar kwam ook met nieuwe onderdelen.  
Het bleek naderhand voor Jeanne Kooijmans niet mogelijk om zowel voor de KRO als de NOS haar radio werkzaamheden te blijven combineren en na al langere tijd door producer-invaller Tom Blomberg te zijn vervangen, keerde per maandag 2 april 1990 Frits Spits weer terug bij de NOS op Radio 3 met De Avondspits nadat zijn televisieprogramma Nieuwsspits op het destijds net gestarte Nederland 3 geen succes was gebleken en zijn overstap naar TV10 mislukte vanwege het uitblijven van een zendmachtiging.